# Askil Holm
Askil Holm (Namsos, 19 agosto 1980) è un cantante e chitarrista norvegese.

## Discografia

### Album studio
- 2001 - Seven Days in the Sun (Rec 90, Shellshock)
- 2003 - Daydream Receiver (Mercury Records)
- 2007 - Harmony Hotel (Universal Music, Polydor Records)
- 2009 - Rolling the Slow Bus Home (MBN Records)
- 2012 - Ei ny tid (Rune Grammofon)
- 2014 - Midt i starten av livet (Vemundvik Plateproduksjon)

### EP
- 2002 - Seven Days in the Sun (Apache Records)

### Collaborazioni
- 2006 - Hallelujah Live (Sony Music, Universal Music), con Espen Lind, Kurt Nilsen e Alejandro Fuentes
- 2009 - Hallelujah Live Volume 2 (Playroom Music), con Espen Lind, Kurt Nilsen e Alejandro Fuentes

### Singoli
- 2003 - Waving Goodbye, feat. Kristin Asbjørnsen
- 2006 - Hallelujah, con Espen Lind, Kurt Nilsen e Alejandro Fuentes
- 2006 - Boys of Summer, con Espen Lind, Kurt Nilsen e Alejandro Fuentes
- 2009 - With or Without You, con Espen Lind, Kurt Nilsen e Alejandro Fuentes